# Lentinellus cochleatus
Pour les articles homonymes, voir Lentin.
Espèce
Synonymes
- Agaricus cochleatus Pers.[2]
- Agaricus cochleatus Secr.[2]
- Agaricus confluens Sowerby[2]
- Clavicorona dryophila Maas Geest.[2]
- Lentinellus marcelianus P.-A. Moreau & P. Roux[2]
- Lentinus cochleatus (Pers.)Fr.[2]
- Lentinus friabilis Fr.[2]
- Lentinus umbellatus sensu Rea[2]
- Omphalia cochleatus (Pers.) Gray[2]
- Pocillaria cochleata (Pers.) Kuntze[2]

Lentinellus cochleatus, le lentin en colimaçon, est une espèce de champignons basidiomycètes comestibles, de la famille des Auriscalpiaceae.

## Nom binominal accepté
Lentinellus cochleatus (Pers.) P. Karst. 1879

### Synonymes
- Agaricus cochleatus Pers. 1793 (synonyme)
- Agaricus cochleatus Secr. 1833 (synonyme)
- Agaricus cochleatus var. cochleatus Pers. 1793 (synonyme)
- Agaricus cochleatus var. cornucopioides (Bolton) Pers. 1801 (synonyme)
- Agaricus confluens Sowerby 1798 (synonyme)
- Agaricus cornucopioides Bolton 1788 (synonyme)
- Clavicorona dryophila Maas Geest. 1975 (synonyme)
- Clitocybe cochleata (Pers. ex Hoffm.) P. Kumm. 1871 (synonyme)
- Lentinellus cochleatus var. inolens (Konrad & Maubl.) M. Holden 1968 (synonyme)
- Lentinellus cochleatus var. inolens Konrad & Maubl. 1926 (synonyme)
- Lentinellus cornucopioides (Bolton) Murrill 1915 (synonyme)
- Lentinellus marcelianus P.-A. Moreau & P. Roux 1999 (synonyme)
- Lentinus cochleatus (Pers.) Fr. 1825 (synonyme)
- Lentinus cornucopioides (Bolton) J. Schröt. 1889 (synonyme)
- Lentinus cornucopioides (Bolton) Klotzsch 1835 (synonyme)
- Lentinus friabilis Fr. 1836 (synonyme)
- Lentinus umbellatus (synonyme)
- Merulius cornucopioides (Bolton) With. 1796 (synonyme)
- Omphalia cochleata (Pers.) Gray 1821 (synonyme)
- Omphalia cochleata var. cornucopioides (Bolton) Gray 1821 (synonyme)
- Omphalia cochleata cornucopioides (Bolton) Gray 1821 (synonyme)
- Pocillaria cochleata (Pers.) Kuntze 1891 (synonyme)
- Pocillaria friabilis (Fr.) Kuntze 1891 (synonyme)

## Taxinomie
Comme beaucoup d'autres espèces, ce champignon a connu une taxonomie très changeante (pas moins d'une vingtaine de binômes recensés, dans 8 genres différents) pour se retrouver aujourd'hui classifié très loin des lentins du genre *''Lentinus. Alors que ces derniers sont passés des Agaricales aux Polyporales, des parentés ont été découvertes entre le lentin en colimaçon et les russules, aussi le genre Lentinellus fait aujourd'hui partie des Russulales.

## Description

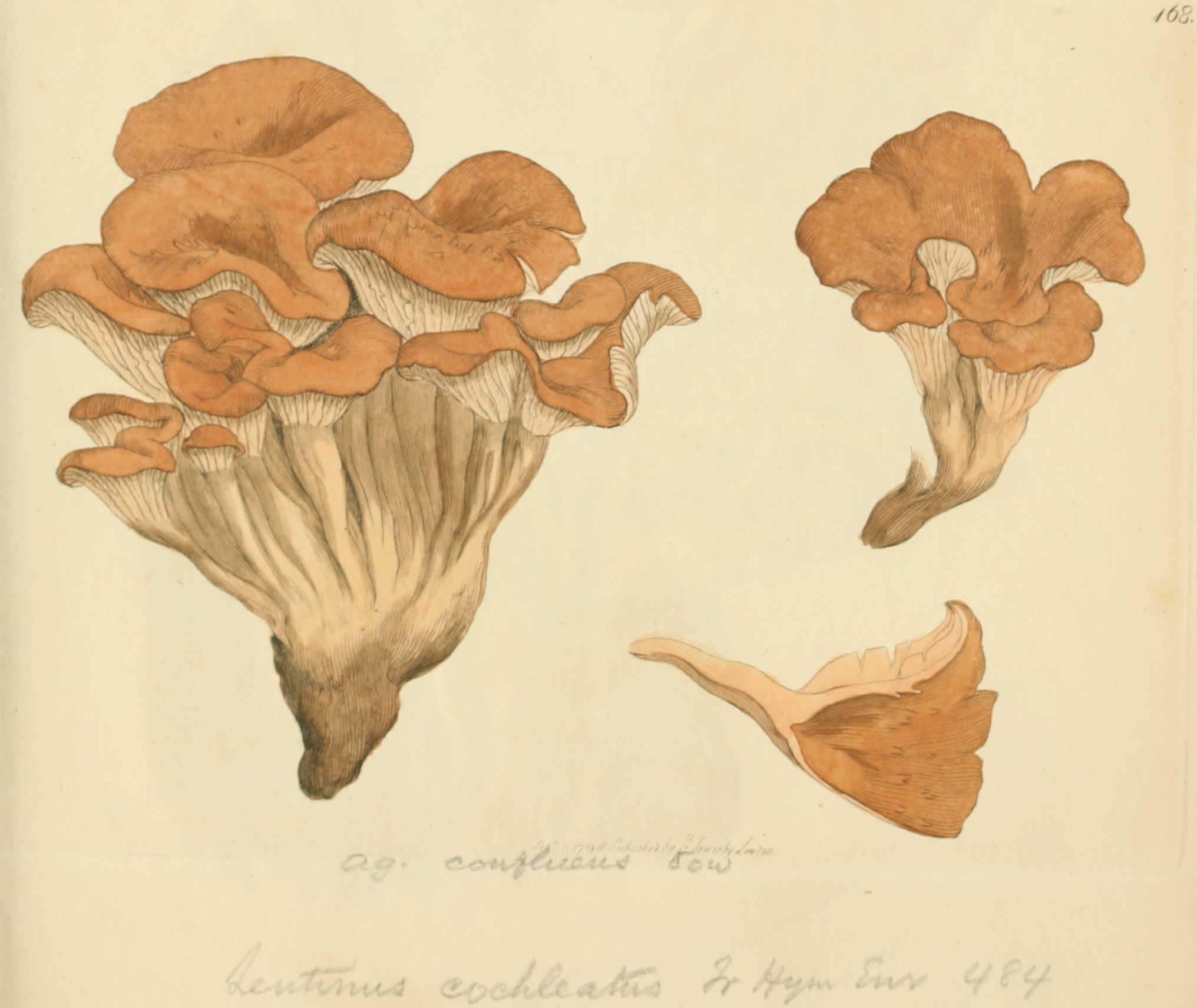
Planche de 1797 du taxon primitif Lentinus cochleatus

Hyménophore : chapeau de 3 à 7 cm,  très irrégulier, pruineux, cornucopié, en coquille puis se fendant dans sa longueur et s'enroulant en cornet, d'où le nom de l'espèce.
Cuticule : brun-roux,
Chair : mince, blanc-roux
Marge : mince, lobée et dentelée.
Lames : blanchâtres puis rose carné, inégales, très décurrentes, à l'arête dentelée
sporée : blanche.
Stipe : pied de couleur brune, sinueux et nervuré, s'évasant de bas en haut. 
Les pieds sont souvent soudés entre eux par la base, cespiteux.
Odeur et saveur : anis.

## Écologie
Le lentin en colimaçon vient d'août à novembre dans les régions tempérées, en touffes denses au pied des feuillus dépérissants ou morts, notamment des hêtres, mais aussi parfois au voisinage de conifères.

## Comestibilité
C'est un champignon comestible, en mélange et en quantité limitée, du fait de son fort goût d'anis.

## Espèces proches et confusions possibles
Les seules espèces proches sont d'autres Lentinellus. Lentinellus cochleatus possède également une variété inolens, c'est-à-dire inodore, mais en règle générale son profil bien particulier et sa forte odeur d'anis rendent toute confusion impossible.

## Liste des variétés
Selon BioLib (3 novembre 2018) :
- variété Lentinellus cochleatus var. inolens (Konrad & Maubl.) Kühner & Romagn.